# كريستوفر بومونت
كريستوفر بومونت (بالإنجليزية: Christopher Beaumont)‏ هو رسام أسترالي، ولد في 1961 في ملبورن في أستراليا.

## وصلات خارجية
- الموقع الرسمي